# Godeanu
Godeanu é uma comuna romena localizada no distrito de Mehedinți, na região de Oltênia. A comuna possui uma área de 44.87 km² e sua população era de 677 habitantes segundo o censo de 2007.